# Movimento das Espadas
Movimento das Espadas (20 a 25 de Janeiro de 1915), ou Golpe das Espadas, foram os incidentes de insubordinação militar, em que se destacaram o capitão Martins de Lima e o comandante Machado Santos, que conduziram à demissão, a 25 de Janeiro de 1915, do Governo presidido por Victor Hugo de Azevedo Coutinho (alcunhado de Os Miseráveis de Victor Hugo) e à instauração de um governo ditatorial chefiado por Pimenta de Castro, a primeira ditadura do republicanismo português.

## Os acontecimentos
Embora como questão de fundo estivesse o descontentamento dos militares face à política governamental favorável à participação portuguesa na Primeira Guerra Mundial, as origens próximas do movimento radicaram-se no mal-estar generalizado sentido pelos oficiais da guarnição de Lisboa face à constante interferência de militares e civis ligados ao Partido Democrático Republicano nos processos de nomeação de oficiais para postos de comando e na sua destituição. Este descontentamento agudizou-se quando a 20 de Janeiro de 1915 o major João Carlos Craveiro Lopes, aquartelado na Figueira da Foz, foi compulsivamente transferido do Regimento de Infantaria n.º 28 para o Regimento de Infantaria n.º 19 em virtude de um caso puramente particular em que fora interveniente um militante do Partido Democrático e fora objecto de denúncia do Comité Democrático Militar, uma estrutura política ligada àquele Partido.
Os oficiais das unidades aquarteladas na Figueira da Foz protestaram e o movimento alastrou a Lisboa, onde nos dias imediatos os oficiais da guarnição daquela cidade se movimentaram no sentido de se solidarizarem com o ofendido. Foi este protesto que levou ao incidente do Movimento das Espadas, o qual ocorreu a 22 de Janeiro, quando numerosos oficiais do Regimento de Cavalaria n.º 2, liderado pelo capitão Martins Lima, marchou pela Calçada da Ajuda a caminho do Palácio de Belém, onde, em sinal de repulsa, pretendiam entregar as espadas ao Presidente da República Manuel de Arriaga.
Foram detidos e enviados para bordo da fragata D. Fernando II e Glória, acusados de participarem numa manobra monárquica tendente a desestabilizar a República. Esta acusação caiu quando na tarde desse mesmo dia o comandante Machado Santos, o herói da implantação da República, foi ao Palácio de Belém entregar a espada que utilizara na Rotunda a 5 de Outubro de 1910.
Em consequência do Movimento, a 25 de Janeiro o Governo presidido por Victor Hugo de Azevedo Coutinho, cujos membros eram maldosamente alcunhado pelos seus detractores de Os Miseráveis de Victor Hugo, demitiu-se e Manuel de Arriaga, num acto que em muito contribuiu para destruir a sua credibilidade como democrata, nomeou o general Pimenta de Castro para governar em ditadura, isto é sem supervisão parlamentar dado estar suspenso o Congresso da República, até à realização de novas eleições. Esta nomeação levaria à destituição de Manuel de Arriaga após a revolta de 14 de Maio daquele ano que depôs o Governo de Pimenta de Castro.
O Movimento das Espadas, e o subsequente Governo de Pimenta de Castro, suscitou o apoio dos republicanos evolucionistas e unionistas e dos monárquicos, da hierarquia da Igreja Católica e de parte do Exército e do operariado. Eram sectores sociais já desencantados com as políticas e com a postura do Partido Democrático Republicano de Afonso Costa que resolveram romper as tréguas com o Partido Democrático por causa da politica de guerra deste, já em efectividade nos teatros africanos e em preparação para o teatro europeu.
Nesse contexto, o movimento marcou uma viragem no comportamento dos militares em face do poder político vigente, que de expectante e até colaborante, passava a contestatária por a maioria ser contrária à intervenção activa de Portugal na Primeira Guerra Mundial. Esta viragem, sem prejuízo de ter sido temporariamente suprimida da esfera do poder pela revolta armada de 14 de Maio daquele ano de 1915, foi irreversível e constituiu uma das causas mais profundas da Revolução Nacional de 28 de Maio de 1926.
A designação dada ao movimento ecoa outro Movimento das Espadas, ocorrido a 5 de Dezembro de 1869, quando um grupo de oficiais generais se manifestaram a favor do Marechal Saldanha após o seu regresso do exílio.